# Relations entre la Chine et l'Ukraine
Les relations entre la Chine et l'Ukraine (chinois : 中國－烏克蘭關係 ; ukrainien : Українсько-китайські відносини) sont les relations bilatérales existant entre la république populaire de Chine et l'Ukraine. La Chine dispose d'une ambassade à Kiev et d'un consulat général à Odessa. L'Ukraine possède une ambassade à Pékin et un consulat général à Shanghaï. Les relations diplomatiques entre les deux pays ont été initiées en 1992.
Les relations commerciales entre la Chine et l'Ukraine s'intensifient depuis 2008. Par exemple, différentes entreprises chinoises ont montré leur intérêt à investir dans la construction d'une grande ceinture périphérique autour de Kiev ainsi que de plusieurs ponts sur la Dniepr. En 2009, la Chine déclare son intention de fournir un prêt de 25 millions de yuans (envriron 3,7 millions de dollars) à l'Ukraine. Pendant la pandémie de grippe A (H1N1) de 2009 en Ukraine, l'État chinois accorde à l'Ukraine une aide à hauteur de 3,5 millions de yuans (envriron 500 000 dollars) en appareils de diagnostic, masques, lunettes, gants et autres moyens de protection.
En 2015, l'Ukraine est devenu le premier exportateur de maïs vers la Chine, remplaçant à ce titre les États-Unis.

## Invasion de l'Ukraine par la Russie en 2022
La Chine estime que la guerre en Ukraine est de la responsabilité des États-Unis et non pas de la Russie. De son côté, l'administration américaine a accusé les entreprises publiques chinoises de soutenir l'effort de guerre russe.
Le 24 février 2023, la Chine publie son plan de paix pour la guerre en Ukraine.

## Jumelages
- Pékin et  Kiev
- Chongqing et  Zaporizhia
- Jinan et  Kharkiv
- Qingdao et  Odessa
- Suzhou et  Kiev
- Taiyuan et  Donetsk
- Tianjin et  Kharkiv
- Wuhan et  Kiev
- Xi'an et  Dnipro
- Xuzhou et  Kropyvnytskyi
- Handan et  Kryvyi Rih
- Suzhou et  Zaporizhia